# Ли Ши-минь
Ли Ши-ми́нь, Ли Шими́нь или Ли Шимин (кит. 李世民), храмовое имя Тай-цзу́н (кит. 太宗), посмертное имя Вэнь У-хуанди (кит. 文武皇帝) (23 января 599 — 10 июля 649) — император китайской империи Тан с 627 по 649 годы. Девиз правления — «Чжэнь-гуань» (кит. 貞觀, «Золотые годы»). Каган Восточно-тюркского каганата в 630—639 годах. Начал править, отстранив от власти своего отца Ли Юаня (Гао-цзу). Стабилизировал внутреннее положение в империи Тан и существено расширил её границы. Правление Ли Шиминя в китайской историографии характеризуется выражением «Гао-цзу основал династию Тан, а Тай-цзун основал империю Тан».

## Происхождение
Ли Шиминь родился 23 января 599 года в резиденции Угун в нынешней провинции Шэньси южнее реки Вэйшуй. Его отец Ли Юань был родом из уезда Лунси северной провинции Ганьсу, он происходил из древней китайской служилой феодальной семьи Ли, которая на протяжении 200 лет владела землями на севере Китая. Дед Ли Шимина, Ли Бинь, был сановником и полководцем табгачиской династии Северная Чжоу. Сестра Ли Биня, Дугу Цзялуо, была замужем за Ян Цзянем, впоследствии первым императором династии Суй. Став при династии Суй полководцем и наместником пограничного округа Тайюань, Ли Юань в 617 году поднял восстание и захватил власть в империи. Мать Ли Шиминя была дочерью суйского аристократа тюркского происхождения Шэньу-гуна Доу И, выходца из военной элиты Северо-Западного Китая. В 613 году четырнадцатилетнего Ли Шимина женили на девушке из клана Чжансунь из Лояна, который возводил своё происхождение к династии Северная Вэй. Отец невесты Чжансунь Чэн (ум. в 609) занимал в империи Суй должность генерала правого корпуса Доблестной гвардии.

## Ранние годы и приход к власти
Будучи военным наместником Тайюаня (провинция Шаньси) на западной окраине империи Суй, отец Ли Ши-миня не преуспел в решении поставленных перед ним задач: войскам Восточно-тюркского каганата удалось закрепиться на китайской территории, а поднявший восстание сяовэй Лю Учжоу взял под свой контроль север современной провинции Шаньси и часть центральной Внутренней Монголии, после чего провозгласил себя императором. Разгневанный император Ян-ди в начале 617 года приказал доставить Ли Юаня ко двору для дачи объяснений. В этой ситуации именно восемнадцатилетний Ли Шимин убедил отца взбунтоваться против Ян-ди, после чего фактически возглавил штаб Ли Юаня. После начала восстания мудрый не по годам Ли Шимин посоветовал отцу потребовать от императора Ян-ди отречься от престола в пользу несовершеннолетнего Ян Ю, от имени которого в качестве регента империей будет править Ли Юань.  
Заняв престол в 618 году, Ли Юань назначил своего старшего сына Ли Цзяньчэна наследником престола, а Ли Шиминю пожаловал титул князя Цинь (Цинь-ван). Ли Юань понимал, что более способный Ли Шимин больше подходит на роль наследника, но в начале своего правления новый император должен был демонстрировать приверженность традициям. Позднее Ли Юань пришёл к мысли о том, чтобы сделать Ли Шимина своим преемником и стал говорить об этом вслух, что сильно обострило вражду между Ли Шимином и его братьями Ли Цзяньчэном (старшим) и Ли Юаньцзи (младшим). Когда наместник Цинчжоу (ныне Цинъян в провинции Ганьсу) Ян Вэньгань поднял мятеж Ли Юань поручил его подавление Ли Шиминю, пообещав, что в случае успеха Ли Шимин будет провозглашён наследником престола. В отсутствие Ли Шиминя его братья сумели убедить отца оставить наследником Ли Цзяньчэна и начали всячески порочить Ли Шиминя. В результате Ли Юань со временем охладел к нему. Тем не менее, братья решили избавиться от Ли Шимина. Однажды Ли Цзяньчэн подсунул ему особо норовистую лошадь, на которую Ли Шимин, как ни пытался, так и не смог сесть. Раздосадованный Ли Шимин воскликнул, что лошадь сама по себе не может стать причиной гибели, поскольку «жизнь и смерть зависят от Неба». Усилиями Ли Цзяньчэна эти слова были переданы императору в несколько изменённом виде. Одна из наложниц сообщила Ли Юаню: «Князь Цинь говорит, что не боится случайной гибели, поскольку он храним Небом, избравшим его в правители Поднебесной». В таком виде фраза обличала Ли Шимина в совершении сразу двух преступлений с точки зрения конфуцианской морали — измены и сыновней непочтительности. Вызванный к императору, Ли Шимин на коленях поклялся, что не произносил подобных слов и потребовал провести расследование, до конца которого он готов пробыть в заключении. Ли Юань, который в то же самое время получил вести о новом нападении тюркютов на границы империи, решил не придавать инциденту с Ли Шимином значения и отправил его во главе императорской армии отражать тюркское вторжение.
Братья не оставляли попыток избавиться от Ли Шимина. Однажды Ли Цзяньчэн пригласил его на обед, после которого у Ли Шимина начались рези в животе и кровавая рвота. Несмотря на очевидность попытки отравления Ли Шимина, отец не стал разбираться в ситуации, а предложил Ли Шимину переехать в Лоян, подальше от козней его братьев. Ли Шимин попытался отказаться от фактической ссылки в Лоян, но Ли Юань настоял на своём. Поскольку братьям было не был выгоден переезд Ли Шимина в Лоян, где у него будет собственное войско и некоторая самостоятельность, они донесли до отца, что приближённые Ли Шимина радуются его предстоящему отъезду в Лоян, а сам он активно и не жалея денег вербует сторонников, заявляя о скорой смене императора. В результате Ли Юань отказался от ссылки Ли Шимина в Лоян, но других мер не предпринял. Положение Ли Шимина было незавидным: он был дискредитирован в глазах отца и двора, нуждался в средствах, а ряды его сторонников таяли.
Прогрессивные реформы Ли Шиминя вызвали недовольство бывших приспешников режима Ян-ди, а также части конфуцианских чиновников, занимавших руководящие должности в обществе. В результате, при дворе возобладали консерваторы, которые побудили Ли Юаня в мае 626 года издать указ об ограничении буддизма и даосизма, направленный, в первую очередь, против Ли Шиминя. Братья Ли Шиминя (Ли Цзяньчэн и Ли Юаньцзи), возглавившие придворную клику, вызвали его во дворец, намереваясь расправиться с ним. Когда Ли Шиминь прибыл к отцу 2 июля 626 года, Ли Цзяньчэн совершил покушение на своего брата, однако оно провалилось, и Ли Шиминь поразил его ответной стрелой. Ли Юань тотчас же отменил свой указ и назначил Ли Шиминя наследником престола. 4 сентября 626 г. Ли Шиминь окончательно отстранил от власти своего отца и занял императорский трон.

## Внутренняя политика
Условия, в которых Тай-цзун пришёл к власти, были катастрофическими: за годы правления династии Суй население Китая сократилось на две трети.
Однако Ли Шиминь был первым правителем в практике китайской истории, который помимо поддержки крупных землевладельцев (в данном случае — табгачских), выступил в защиту крестьян, ремесленников, купечества, интеллектуалов, не получивших доступ к конфуцианской правящей верхушке, а также мелким и средним феодалам. К своим преобразованиям он привлёк также значительную часть тюрков, служивших в качестве конницы в китайской армии.
При Тай-цзуне завершилось формирование централизованного феодального государства. Этому способствовали реорганизация государственного аппарата, введение обязательных государственных экзаменов для отбора на чиновничьи должности, укрепление армии, составление (с 631) кодекса законов.
Правление Тай-цзуна связано с первой в истории Китая попыткой создания синтетической культуры, объединяющей китайскую цивилизацию со степными кочевниками. Миллионное население востока Великой степи стало главной социальной базой для преобразований Ли Шиминя, считавшего себя в равной мере как императором китайцев, так и каганом степняков. Ближайший круг советников Тай-цзуна составляли китайские (даосские и конфуцианские) мудрецы, в том числе Вэй Чжэн, Фан Сюаньлин и Ван Гуй, а также степняки, отобранные по критерию личной преданности (в их числе однорукий уйгурский военачальник Киби Хели и тюркютский царевич из рода Ашина Шени). Политика Тай-цзуна, сохранявшая национальную идентичность народов степи, породила в Китае интерес ко всему тюркскому; был издан китайско-тюркский словарь, даже в столице империи Чанъане появились юрты по образцу степных. Позже националистическая партия в правящих кругах страны начала рассматривать династию Тан времён Тай-цзуна в качестве «табгачской».

## Экспансия

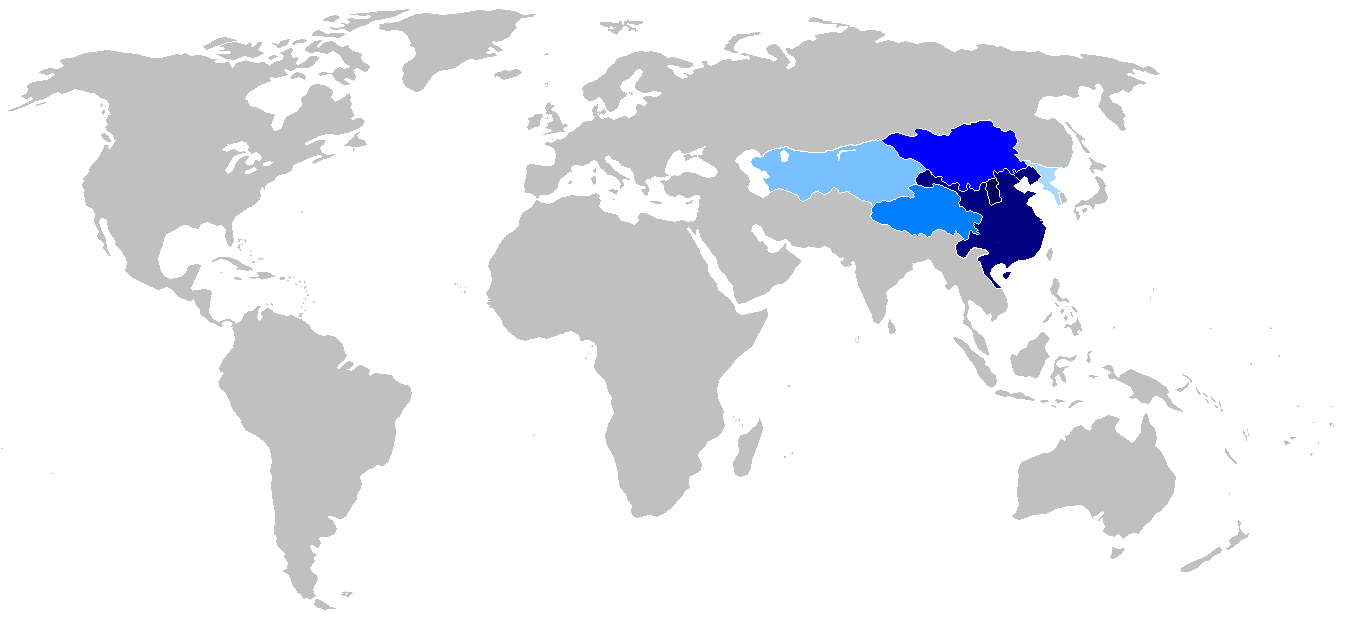
Расширение империи Тан при Тайцзуне (626—649):
Шаньси (область, контролируемая Ли Юанем на 617)
Владения династии Суй на момент свержения Ян Гуана (618).
Покорение Восточно-тюркского каганата (630-682).
Тибет признаёт верховенство Китая (641-670)
Завоевание Средней Азии (642-665)

### Покорение Восточно-тюркского каганата
Граничивший с империей Тан на севере Восточно-тюркский каганат представлял для неё постоянную угрозу грабительских набегов и более серьёзных военных конфликтов. Пришедший к власти в 620 году Сели-каган во 2-й половине 20-х годов активизировал набеги на империю Ли Шиминя, подталкиваемый глубоким экономическим кризисом, последовавшим за резким похолоданием в Центральной Азии в 626/627 году (что явилось следствием мощного извержения вулкана). Кочевая экономика каганата просто не выдерживала резких и продолжительных холодов, поэтому нуждалась в гораздо большем притоке доходов от набегов и военных грабежей. Источники сообщают, что год за годом в каганате царил голод, Сели-каган существенно повысил налоги и сборы и каждый год собирал войско и вторгался в области империи Тан, однако это не могло спасти государство от экономического кризиса, вслед за которым пришла политическая нестабильность. Целые племена выходили из под власти кагана и даже ближайшие сановники Сели-кагана (к примеру, Тули-каган) стали переходить на сторону империи Тан. К 630 году Сели-каган уже не представлял для Ли Шиминя военной угрозы, поскольку основные силы его покинули и под его началом оставалось войско в количестве не более 10 000 солдат. В этой ситуации Ли Шиминь, северные владения которого также пришли в экономический упадок из-за аномальных морозов, решил воспользоваться моментов и нанести каганату смертельный удар.
Формальным предлогом для нападения на Восточно-тюркский каганат была названа поддержка Сели-каганом мятежника Лян Ши-ду, контролировавшего регион Ордоса. В начале 630 года армия Ли Шиминя вторглась в пределы каганата и нанесла войскам Сели-кагана сокрушительное поражение. После этого Ли Шиминь решил поставить во главе каганата своего военного губернатора (Ду-ду), каковым он избрал примкнувшего к нему ранее Тули-кагана, и распространил на восточных тюрков действие законов империи Тан. Весной того же года главы восточно-тюркских родов прибыли ко двору императора и провозгласили Ли Шиминя своим «Небесным каганом» вместо Сели-кагана, после чего получили от императора грамоты с его печатью. Ли Шимин формально оставался каганом Восточно-тюркского каганата вплоть до июля 639 года, когда он передал этот титул Ашине Сымо.

### Война с государством Когурё
Тай-цзун вёл завоевательные войны с Когурё и государствами к северо-западу от танских владений. При нём владения Китая расширились так далеко на запад, как никогда до него. Стабилизировав внутреннюю ситуацию в Китае, Тай-цзун инспирировал восстание уйгуров и других нетюркютских народов Великой степи против Восточно-тюркского каганата, после чего сам напал на его владения с шестью китайскими армиями в 628—630 гг. К 635 году к владениям Тай-цзуна был присоединён Тогон, а вскоре преимущественно тюркские по своему этническому составу войска, находившиеся под командованием китайских военачальников, взяли Гаочан, в результате чего Китай получил контроль над всем восточным отрезком Великого шёлкового пути. Продолжая движение на запад, войска Тай-цзуна заняли более 70 городов Средней и Центральной Азии, от Кашгара до Бухары. В результате танских завоеваний Китай получил контроль не только над Восточным Туркестаном, но и над значительной частью современных Кыргызстана и Узбекистана. Мао Цзэдун, выдвигая к СССР претензии по поводу Средней Азии, ссылался на историческую традицию со времён Тай-цзуна.

Кампании императора Тайцзун против государств Западных регионов

Неудачными оказались только военные действия императора против северокорейского государства Когурё: в 645 году танские армии потеряли инициативу, остановившись у крепости Ансинсон, героические защитники которой сдерживали агрессоров на протяжении 60 дней. Затянувшаяся до зимы осада Ансинсона ослабила китайскую армию, потерявшую 80 % обозной тягловой силы при отступлении. Тем не менее, силы Когурё были подорваны, и в 668 году это государство прекратило своё существование.
Свидетельством радикального поворота к открытости во внешней политике Китая стали странствия буддийского монаха Сюаньцзана по Бактрии, Джунгарии и Индии (629—645). Наконец, Сюаньцзан после 16 лет странствий вернулся с 700 различными реликвиями в Чанъань на колеснице, запряжённой 20 конями, и изложил свои впечатления в «Записках о странах запада» («Си ю цзи»). В 648 году поступают неясные (и возможно преувеличенные) сведения об участии китайцев (в лице Ван Сюань-цэ), а также тибетских и непальских войск в свержении узурпатора Нафуди Аланашуня (那伏帝阿羅那順, Арджуна (?)), который узурпировал трон после смерти Харши. Танские историки приписали основную заслугу Ван Сюань-цэ, который организовал тибетско-непальскую экспедицию и при участии индийских князей восстановил правление наследников Харши.

## Политическое завещание и смерть
В начале 648 года, достигнув значительных результатов во внешней и внутренней политике, приблизившись к пятидесятилетнему рубежу, император Тай-цзун счёл необходимым изложить свои взгляды на главные задачи правителя Поднебесной. Причисляя себя к государям-основателям и мечтая о том, чтобы танская династия не шла к упадку по пути предшественниц, Тай-цзун решил подсказать будущему императору Гаоцзуну, как наилучшим образом управлять страной и подданными. Для этой цели он создал политическое завещание «Ди фань», написанное в виде правил, практического руководства для преемников на троне. Вручая «Ди фань» наследнику, он сказал: «Здесь сказано о том, как совершенствовать себя и управлять государством». Сочинение состояло из введения, заключения и двенадцати глав (пянь), объединённых в четыре цзюаня. В первую часть входили главы — «Сущность правителя», «Жаловать родственников уделами», «Искать мудрецов»; во вторую — «Быть внимательным, назначая на должности», «Внимать увещеваниям», «Отстранять клеветников»; в третью — «Остерегаться излишеств», «Почитать бережливость», «Награждать и наказывать»; в четвёртую — «Поощрять земледелие», «Обращать внимание на военное дело», «Ценить гражданские занятия».
Ли Шиминь умер 10 июля 649 г. Его гробница в Чанъане, украшенная высокохудожественными горельефами, считается одним из лучших образцов архитектуры эпохи Тан. Сын и наследник Тай-цзуна, Ли Чжи (тронное имя Гао-цзун), хотя и не обладал отцовскими способностями, но уверенно продолжил его успешную политику.

## Семья
В 613 году четырнадцатилетнего Ли Шиминя женили на девушке из клана Чжансунь из Лояна, дочери суйского генерала Чжансунь Чэна (ум. в 609). В истории первая жена Ли Ши-миня стала известна как императрица Чжансунь или Вэньдэ (601—636). Старшим сыном Ли Ши-миня и Чжансунь был принц Ли Чэнцянь, который с 626 по 643 годы являлся наследником престола.